# Madeleine Egle
Madeleine Egle (Hall in Tirol, 21 agosto 1998) è una slittinista austriaca, vincitrice di due medaglie olimpiche nella gara a squadre: bronzo a Pyeongchang 2018 e argento a Pechino 2022 e di un titolo iridato nella stessa specialità nel 2021.
È pronipote di Angelika Schafferer, a sua volta slittinista di alto livello, e ha una sorella minore, Selina, slittinista della squadra giovanile austriaca.

## Biografia
Ha iniziato a gareggiare per la nazionale austriaca nelle varie categorie giovanili, prendendo parte alla seconda edizione dei Giochi olimpici giovanili invernali a Lillehammer 2016 dove ha conquistato la medaglia di bronzo nel singolo ed è giunta nona nella gara a squadre.
Sempre a livello giovanile ha ottenuto due terzi posti nella staffetta ai mondiali juniores di Lillehammer 2015 e di Sigulda 2017.

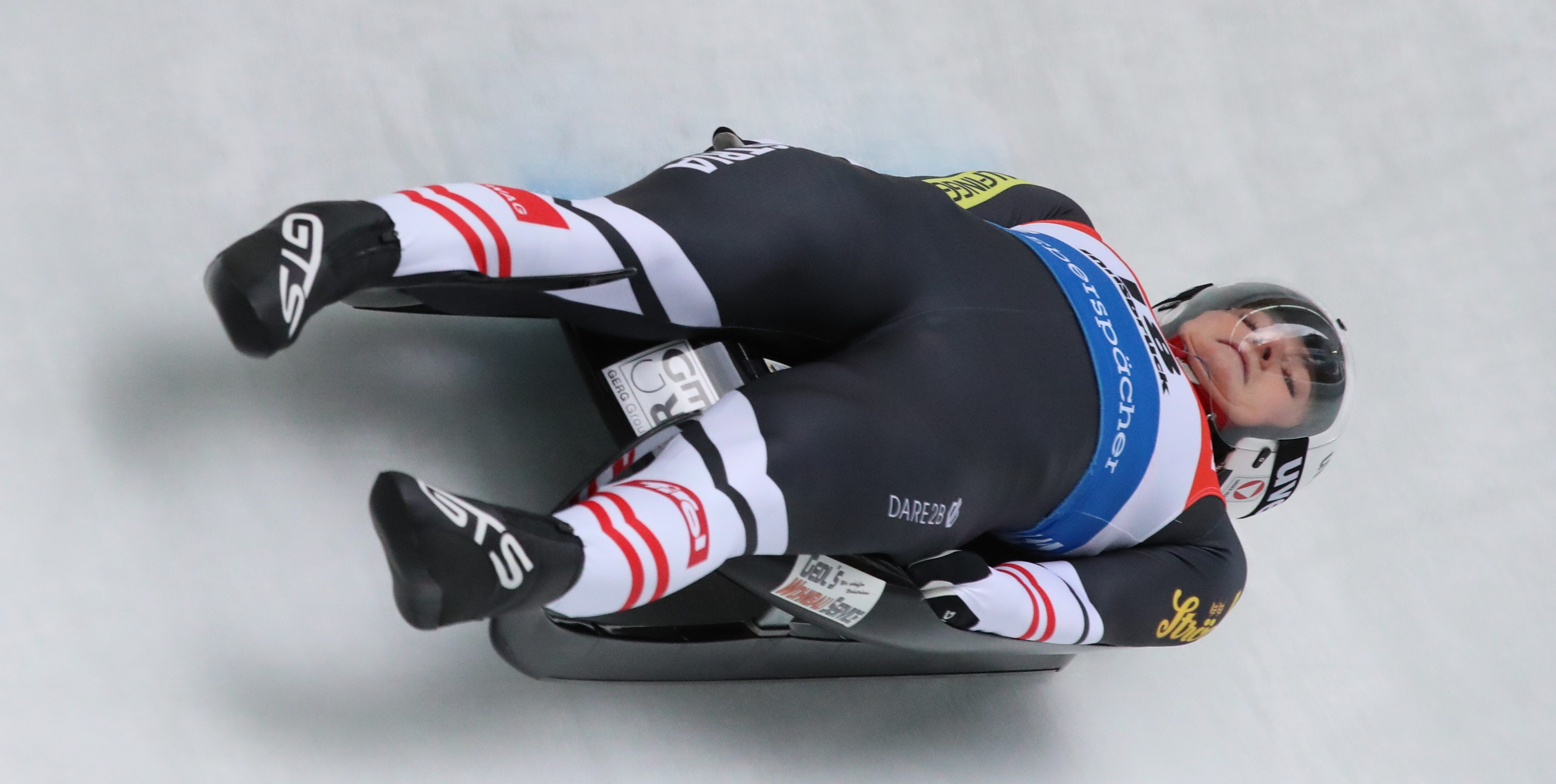
Madeleine Egle in gara a Innsbruck nel 2019

A livello assoluto ha esordito in Coppa del Mondo nella stagione 2016/17, gareggiando a Winterberg nel singolo e concludendo la prova in ventiduesima posizione; colse il suo primo podio nonché la sua prima vittoria il 19 gennaio 2020 a Lillehammer, imponendosi nella gara a squadre con David Gleirscher, Thomas Steu e Lorenz Koller, mentre nella specialità individuale salì per la prima volta sul podio il 3 gennaio 2021 a Schönau am Königssee, dove giunse terza. Detiene quale miglior risultato in classifica generale nel singolo il quarto posto, raggiunto nel 2020/21.
Ha partecipato a due edizioni dei Giochi olimpici invernali: a Pyeongchang 2018 è terminata nona nel singolo e ha conquistato la medaglia di bronzo nella prova a squadre; a Pechino 2022 è giunta quarta nell'individuale ed ha ottenuto la medaglia d'argento nella gara a squadre.
Ha preso parte altresì a cinque edizioni dei campionati mondiali, vincendo in totale una medaglia d'oro. Nel dettaglio i suoi risultati nelle prove iridate sono stati, nel singolo: diciottesima a Schönau am Königssee 2016, ventiseiesima a Igls 2017, trentacinquesima a Winterberg 2019, undicesima a Soči 2020 e quindicesima a Schönau am Königssee 2021; nel singolo sprint: tredicesima a Winterberg 2019 e undicesima a Soči 2020 e nona a Schönau am Königssee 2021; nelle prove a squadre: quinta a Soči 2020 e medaglia d'oro a Schönau am Königssee 2021. Nell'edizione di Soči 2020 vinse la medaglia di bronzo individuale nella speciale classifica riservata alle atlete under 23. 
Agli europei ha vinto la medaglia d'oro nella gara a squadre a Lillehammer 2020 e nella stessa edizione è giunta quinta nel singolo e si è aggiudicata l'oro individuale nella speciale classifica riservata alle atlete under 23; l'anno successivo, nella rassegna di Sigulda 2021, vinse l'argento under 23.

## Palmarès

### Olimpiadi
- 2 medaglie:
  - 1 argento (gara a squadre a Pechino 2022);
  - 1 bronzo (gara a squadre a Pyeongchang 2018).

### Mondiali
- 5 medaglie:
  - 1 oro (gara a squadre a Schönau am Königssee 2021);
  - 2 argenti (gara a squadre ad Oberhof 2023; gara a squadre a Whistler 2025);
  - 2 bronzi (singolo ad Altenberg 2024; staffetta mista singolo a Whistler 2025).

### Europei
- 6 medaglie:
  - 4 ori (gara a squadre a Lillehammer 2020; singolo, gara a squadre ad Innsbruck 2024; gara a squadre a Winterberg 2025);
  - 2 argenti (singolo a Sankt Moritz 2022; singolo a Winterberg 2025).

### Mondiali under 23
- 1 medaglia:
  - 1 bronzo (singolo a Soči 2020).

### Europei under 23
- 2 medaglie:
  - 1 oro (singolo a Lillehammer 2020);
  - 1 argento (singolo a Sigulda 2021).

### Mondiali juniores
- 2 medaglie:
  - 2 bronzi (gara a squadre a Lillehammer 2015; gara a squadre a Sigulda 2017).

### Europei juniores
- 1 medaglia:
  - 1 argento (gara a squadre ad Altenberg 2016).

### Olimpiadi giovanili
- 1 medaglia:
  - 1 bronzo (singolo a Lillehammer 2016).

### Coppa del Mondo
- Miglior piazzamento in classifica generale di Coppa del Mondo nel singolo: 2ª nel 2021/22.
- Vincitrice della Coppa del Mondo di specialità del singolo nel 2021/22.
- 41 podi (22 nel singolo, 3 nel singolo sprint, 16 nelle gare a squadre):
  - 24 vittorie (14 nel singolo, 2 nel singolo sprint, 8 nelle gare a squadre);
  - 9 secondi posti (5 nel singolo, 4 nelle gare a squadre);
  - 8 terzi posti (3 nel singolo, 1 nel singolo sprint, 4 nelle gare a squadre).

#### Coppa del Mondo - vittorie
| Data             | Luogo                | Paese       | Disciplina                                                                            |
| ---------------- | -------------------- | ----------- | ------------------------------------------------------------------------------------- |
| 19 gennaio 2020  | Lillehammer          | Norvegia    | Gara a squadre con David Gleirscher, Thomas Steu e Lorenz Koller                      |
| 2 gennaio 2021   | Schönau am Königssee | Germania    | Gara a squadre con Nico Gleirscher, Thomas Steu e Lorenz Koller                       |
| 21 novembre 2021 | Yanqing              | Cina        | Singolo                                                                               |
| 21 novembre 2021 | Yanqing              | Cina        | Gara a squadre con David Gleirscher, Thomas Steu e Lorenz Koller                      |
| 11 dicembre 2021 | Altenberg            | Germania    | Singolo                                                                               |
| 19 dicembre 2021 | Innsbruck            | Austria     | Singolo sprint                                                                        |
| 9 gennaio 2022   | Sigulda              | Lettonia    | Singolo                                                                               |
| 16 gennaio 2022  | Oberhof              | Germania    | Singolo                                                                               |
| 3 dicembre 2022  | Innsbruck            | Austria     | Singolo                                                                               |
| 4 dicembre 2022  | Innsbruck            | Austria     | Singolo sprint                                                                        |
| 9 dicembre 2022  | Whistler             | Canada      | Singolo                                                                               |
| 5 febbraio 2023  | Altenberg            | Germania    | Gara a squadre con Wolfgang Kindl, Yannick Müller e Armin Frauscher                   |
| 25 febbraio 2023 | Winterberg           | Germania    | Singolo                                                                               |
| 26 febbraio 2023 | Winterberg           | Germania    | Gara a squadre con Jonas Müller, Juri Gatt e Riccardo Schöpf                          |
| 9 dicembre 2023  | Lake Placid          | Stati Uniti | Singolo                                                                               |
| 6 gennaio 2024   | Winterberg           | Germania    | Singolo                                                                               |
| 13 gennaio 2024  | Innsbruck            | Austria     | Singolo                                                                               |
| 14 gennaio 2024  | Innsbruck            | Austria     | Gara a squadre con Thomas Steu, Wolfgang Kindl, Jonas Müller, Selina Egle e Lara Kipp |
| 7 dicembre 2024  | Innsbruck            | Austria     | Singolo                                                                               |
| 14 dicembre 2024 | Oberhof              | Germania    | Singolo                                                                               |
| 15 dicembre 2024 | Oberhof              | Germania    | Gara a squadre con Thomas Steu, Wolfgang Kindl, Jonas Müller, Selina Egle e Lara Kipp |
| 12 gennaio 2025  | Altenberg            | Germania    | Singolo                                                                               |
| 19 gennaio 2025  | Winterberg           | Germania    | Gara a squadre con Juri Gatt, Riccardo Schöpf, Jonas Müller, Selina Egle e Lara Kipp  |
| 25 gennaio 2025  | Oberhof              | Germania    | Singolo                                                                               |